# Kemono Jihen
Kemono Jihen (怪物事変?   lit. «Incidente de monstruos») es un manga shōnen escrito e ilustrado por Shō Aimoto. Inició su serialización en la revista Jump Square de Shūeisha desde diciembre de 2016 y recolectado en veintitrés volúmenes tankōbon hasta la fecha. Una adaptación a serie de anime fue anunciada en diciembre de 2019.

## Sinopsis
Cuando una serie de cuerpos de animales que se pudren en una sola noche comienza a aparecer en un remoto pueblo de una montaña, Inugami, un detective de Tokio que se especializa en el ocultismo, comienza su investigación. Mientras trabaja en el caso, se hace amigo de un chico que trabaja en el campo en vez de asistir a la escuela. Rechazado por sus compañeros y apodado “Dorota-bou” por un yokai que vive en la tierra, ayuda a Inugami a resolver el misterio detrás de las muertes, pero las fuerzas sobrenaturales están presentes allí, y el apodo “Dorota-bou” podría no ser tan equivocado…

## Medios

### Manga
Shō Aimoto lanzó el manga en la edición de enero de 2017 de la revista Jump Square de Shūeisha publicada el 2 de diciembre de 2016. Veintitrés volúmenes serán en total publicados hasta mayo de 2025.
| N.º | Fecha de lanzamiento    | ISBN original          |
| --- | ----------------------- | ---------------------- |
| 1   | 3 de marzo de 2017      | ISBN 978-4-08-881096-6 |
| 2   | 4 de julio de 2017      | ISBN 978-4-08-881128-4 |
| 3   | 2 de noviembre de 2017  | ISBN 978-4-08-881169-7 |
| 4   | 2 de marzo de 2018      | ISBN 978-4-08-881368-4 |
| 5   | 4 de julio de 2018      | ISBN 978-4-08-881425-4 |
| 6   | 2 de noviembre de 2018  | ISBN 978-4-08-881628-9 |
| 7   | 4 de marzo de 2019      | ISBN 978-4-08-881773-6 |
| 8   | 4 de julio de 2019      | ISBN 978-4-08-881892-4 |
| 9   | 1 de noviembre de 2019  | ISBN 978-4-08-882115-3 |
| 10  | 4 de marzo de 2020      | ISBN 978-4-08-882236-5 |
| 11  | 3 de julio de 2020      | ISBN 978-4-08-882356-0 |
| 12  | 4 de noviembre de 2020  | ISBN 978-4-08-882438-3 |
| 13  | 4 de febrero de 2021    | ISBN 978-4-08-882558-8 |
| 14  | 2 de julio de 2021      | ISBN 978-4-08-882675-2 |
| 15  | 4 de noviembre de 2021  | ISBN 978-4-08-882809-1 |
| 16  | 4 de abril de 2022      | ISBN 978-4-08-883056-8 |
| 17  | 2 de septiembre de 2022 | ISBN 978-4-08-883206-7 |
| 18  | 3 de febrero de 2023    | ISBN 978-4-08-883314-9 |
| 19  | 4 de julio de 2023      | ISBN 978-4-08-883497-9 |
| 20  | 4 de diciembre de 2023  | ISBN 978-4-08-883695-9 |
| 21  | 2 de mayo de 2024       | ISBN 978-4-08-883890-8 |
| 22  | 1 de noviembre de 2024  | ISBN 978-4-08-884215-8 |
| 23  | 2 de mayo de 2025       | ISBN 978-4-08-884420-6 |

### Anime
La adaptación al anime fue anunciada durante la Jump Festa '20 el 21 de diciembre de 2019. El anime se estrenó en enero de 2021 y finalizó en marzo de 2021. El 28 de marzo de 2022, Crunchyroll anunció que la serie recibirá un doblaje en español, que se estrenará el 2 de junio.